# Aurora (Disney)
Aurora (o Principessa Aurora) è un personaggio immaginario del film Disney del 1959 La bella addormentata nel bosco, ambientato nel XIV secolo ed ispirato all'omonima fiaba, è l'unica figlia di Re Stefano e della Regina Leah. Durante i primi sedici anni d'età, quando vive nel bosco con le tre fate Flora, Fauna e Serena, crede che il suo nome sia Rosaspina.
Nel remake live-action del film d'animazione del 1959 e nel sequel del suddetto, Aurora viene interpretata da Elle Fanning.
Aurora è al terzo posto dell'elenco ufficiale delle Principesse Disney, inserita dopo Cenerentola e prima di Ariel ed è l'unica di esse a non avere un confronto diretto con il suo antagonista nonché una tra le poche ad avere entrambi i genitori in vita nel corso del film.

## Biografia del personaggio

### La bella addormentata nel bosco(1959)
La Principessa Aurora è la primogenita e unica figlia di Re Stefano e della Regina Leah. Essi le diedero il nome di Aurora perché dal giorno della sua nascita la loro vita era rischiarata dal sole. Per la felicità il re invitò ogni persona di alto o basso rango per assistere al battesimo della piccina.
Le sue madrine sono le tre buone fate Flora, Fauna e Serenella. Dalle prime due ricevette il dono della bellezza e del canto. Purtroppo la strega cattiva Malefica, rancorosa e in collera per non essere stata invitata, lanciò una maledizione sulla neonata secondo la quale Aurora nel giorno del suo sedicesimo compleanno si sarebbe punta con il fuso di un arcolaio e di conseguenza morta. Grazie all'intervento della terza fata Serenella alla maledizione venne aggiunta una clausola: la fanciulla non sarebbe morta ma sarebbe caduta in un sonno profondo simile alla morte, dal quale si sarebbe risvegliata solo ricevendo in dono il bacio del vero amore.
Le fate, preoccupate per il futuro della principessa, messo a repentaglio da Malefica, presero la bambina e la portarono in una casetta abbandonata nel bosco, dove l'avrebbero cresciuta e allevata sino al giorno che segue il sedicesimo compleanno di Aurora.
Nel giorno del suo compleanno la principessa incontrò un ragazzo nel bosco e se innamorò perdutamente. Una volta ritornata a casa ella scoprì di essere una principessa, che le donne che l'avevano cresciuta erano tre fate (infatti le tre fatine trascorsero tutti i 16 anni senza utilizzare alcun tipo di magia e vivendo solo grazie alle loro forze) e che il suo destino era quello di sposarsi con un principe: disperata per lo shock, Aurora fece ritorno al suo castello accompagnata dalle fate. Rimasta sola, venne ipnotizzata da Malefica e portata in cima ad una torre dove si compì la maledizione: Malefica, tramutata in un arcolaio, punse Aurora addormentando lei e l'intero regno.
La principessa venne risvegliata dal bacio del misterioso ragazzo incontrato nel bosco, il quale era anche il suo promesso sposo, ovvero il principe Filippo. Il risveglio della principessa e la sconfitta di Malefica decretarono il lieto fine della storia.

### Disney Princess: Le magiche fiabe - Insegui i tuoi sogni(2007)
La nuova avventura con protagonista la Principessa Aurora è la prima al di fuori del classico del 1959 La Bella Addormentata nel Bosco, ed è ambientata dopo gli eventi del film originale.
Il Re Stefano, la Regina Leah, il Re Uberto e il Principe Filippo lasciano il regno per due giorni per una Conferenza Reale, affidando il governo ad Aurora in loro assenza. Le tre fate buone le offrono il loro aiuto ma lei rifiuta, credendo di poter fare da sola. Serenella insiste per dare ad Aurora la sua bacchetta, nel caso avesse bisogno di aiuto, e la ammonisce di essere molto specifica nel fare richieste alla bacchetta. I compiti della principessa includono organizzare banchetti, ricevere i sudditi, e organizzare servitori che badino alle cucine e ai giardini. Aurora crede di poter svolgere ogni incarico senza ricorrere alla magia, ma prima di coricarsi alla sera, non resiste alla tentazione di giocare un po' con la bacchetta e fa comparire per sé un sontuoso abito giallo. Il giorno successivo, dopo aver a lungo ricevuto i paesani, Aurora si arrende e usa la magia per aiutare un contadino che chiedeva galline e maiali, ma la sua inesperienza causa bizzarri effetti, tra cui galline enormi, maiali verdi, la trasformazione del contadino in un papero e una mandria di mucche. Dopo aver capito che usare la bacchetta è un errore, usa la testa e si sforza di trovare idee che le permettano di risolvere i problemi da sola.

## Caratterizzazione
Come Biancaneve e Cenerentola, Aurora è una delle tre principesse originali dell'età d'oro della Disney.
 Kit Steinkellner di HelloGiggles ha scritto che Aurora ha continuato la "tendenza delle eroine passive che aspettano che la magia cambi le loro vite", un tema ricorrente condiviso dalle principesse Disney che furono introdotte sia durante che prima degli anni '50. Sonia Saraiya di Nerve ha soprannominato Aurora "l'apice delle donne che non hanno fatto scelte per se stesse". Scrivendo per MTV, Lauren Vino ha ritenuto che il personaggio "seguisse gli inquilini di base della principessa di amare gli animali e dormire nel trucco", mentre David Nusair di About.com ha scritto che Aurora ha seguito il "modello di principesse gentili ma impotenti", simile a Biancaneve e Cenerentola. Mary Grace Garis di Bustle ha osservato che il trio originale "cerca il matrimonio sia come fine dei giochi che come salvezza", elaborando: "È letteralmente il loro mezzo di fuga e il loro unico obiettivo finale".

### Aspetto e personalità
Aurora è una giovane donna estremamente bella, magicamente benedetta con capelli lunghi fino alla vita, ondulati e dorati, occhi azzurri/viola e labbra rosse come una rosa. Ha una figura alta e snella, con la pelle chiara e impeccabile. A differenza di Biancaneve e Cenerentola il viso di Aurora è meno rotondo e più raffinato, dandole un'apparenza di maturità nonostante i suoi 16 anni. Come contadina, indossa un corpetto nero sopra un abito grigio lungo fino ai polpacci con una sottoveste bianca e va a piedi nudi, ma quando esce di casa indossa una fascia nera e uno scialle viola. Come principessa indossa un abito da ballo rosa o blu con una gonna a petali con lunghe maniche triangolari, una tiara dorata e scarpe blu o rosa.
Aurora è elegante, aggraziata, angelica, amorevole e gentile, nonché una persona irrimediabilmente romantica. All'inizio, è vista come una giovane donna un po' timida, giocosa e spensierata. Aurora è molto leale e onesta con le sue "zie" e di solito obbedisce rispettosamente alle loro regole, anche se potrebbe non essere d'accordo con loro. Dal momento che è stata allevata per non parlare con gli estranei, è stata sorpresa e apprensiva quando incontra il principe Filippo. Tuttavia, Aurora si è compromessa nell'accettare di parlare con lui organizzando un incontro con lui alla sua capanna, sotto la supervisione delle sue zie.
Nonostante la sua innocenza e apparente dipendenza dalle azioni e opinioni altrui, Aurora è incline all'indipendenza e non è disposta a fare affidamento esclusivamente sull'opinione di qualcuno. Quando scopre il suo titolo di principessa e si rende conto che non può vedere il principe Filippo, lei sebbene profondamente turbata mostra fermezza e lealtà a coloro a cui tiene. Accetta di respingere i suoi sentimenti e fare ciò che è giusto ed ha la stessa età di Ariel, Jasmine, Merida, Vaiana e Mulan.
Nei media successivi Aurora ha dimostrato di essere notevolmente maturata e molto più sicura di sé, indipendente, responsabile, e fiduciosa nelle sue opinioni e capacità.

## Concezione e sviluppo
Il personaggio di Aurora è basato sulla protagonista della celebre fiaba tradizionale europea La bella addormentata (in particolare, vengono riprese le versioni di Charles Perrault e dei fratelli Grimm), ed è l'ultima principessa Disney ad essere stata creata quando Walt Disney era ancora in vita.
Aurora fu animata da Marc Davis, che conosceva bene l'anatomia umana, e che aveva animato in precedenza altre famose eroine Disney, tra cui Biancaneve, Cenerentola e Alice.
Nella versione in lingua originale Aurora è doppiata da Mary Costa (sia nella parte cantata che in quella parlata), che aveva 22 anni quando sostenne il provino. I registi passarono anni in cerca della voce perfetta per la principessa, e Walt Disney stesso fu intenzionato ad abbandonare il progetto, se non avesse trovato una doppiatrice adeguata.
Aurora appare solo 18 minuti nel film.

## Accoglienza
La risposta critica iniziale nei confronti di Aurora è stata generalmente sfavorevole, con i critici cinematografici che si sono lamentati della passività di Aurora e della somiglianza generale con Biancaneve. Durante gli anni '50, la Disney ricevette "aspre critiche" per aver raffigurato sia Cenerentola che Aurora come personaggi "ingenui e malleabili", e per non aver riconosciuto il modo in cui i ruoli delle donne nella società si erano evoluti dal debutto di Biancaneve nel 1937. I critici concordano sul fatto che Aurora rappresenta "la classica damigella in pericolo" essendo raffigurata come una bellissima giovane donna che viene salvata da uno sconosciuto. Bosley Crowther del New York Times ha ritenuto che il personaggio fosse troppo simile a Biancaneve, scrivendo: "La principessa assomiglia così tanto a Biancaneve che potrebbero essere una coppia di Miss Rheingolds separate da tre o quattro anni". Time Out liquidò Aurora definendola un personaggio "delicato" e "insulso". Mary Grace Garis di Bustle ha scritto che il personaggio "soffre di una personalità molto poco definibile e... grave sindrome di damigella in pericolo". Sonia Saraiya di Jezebel ha fatto eco a questo sentimento, criticando Aurora per la mancanza di "qualità interessanti"; Saraiya ha anche classificato Aurora la principessa meno femminista della Disney. Anche Bustle ha classificato Aurora la Principessa Disney meno femminista, con l'autrice Chelsea Mize che ha spiegato: "Aurora dorme letteralmente per circa tre quarti del film... Aurora semplicemente non ha alcuna agenzia, e davvero non sta facendo molto nel modo di progresso femminile." Congedando il personaggio, Leigh Butler di Tor.com ha stroncato Aurora come "una bambola Barbie che non fa nulla per tutto il film ma canta malinconicamente, prima diventando l'ultima passiva damigella in pericolo". Tuttavia, Butler ha continuato difendendo il personaggio in qualche modo, scrivendo: "La cifra di Aurora in La bella addormentata sarebbe esasperante se fosse l'unico personaggio femminile in esso, ma la presenza delle Fate e di Malefica le permette di essere ciò di cui è senza. È un'affermazione inconscia su ciò che sono tutte le donne."
Le pubblicazioni dei media tendono spesso a collocare Aurora verso la fine della classifica delle Principesse Disney. Seventeen ha classificato Aurora all'ultimo posto nella "Classifica definitiva delle principesse Disney". Allo stesso modo, BuzzFeed ha classificato Aurora all'ultimo posto. Moviepilot ha piazzato Aurora all'ultimo posto nella classifica "Tutte le principesse Disney classificate dalla peggiore alla migliore" del sito, con l'autore Kristin Lai che ha liquidato il personaggio. Nel frattempo, MTV ha classificato Aurora al 12º posto nella classifica del sito web "Le migliori principesse Disney di tutti i tempi". Allo stesso modo, anche E! ha classificato Aurora al 12º posto, con l'autore John Boone che ha elaborato: "Non è una cattiva principessa, di per sé. Potrebbe effettivamente essere la più carina di tutte le principesse... Ma dorme per metà del film! Bella... ma così, così noiosa." Zimbio ha classificato Aurora la seconda peggior principessa Disney, mentre BuzzFeed ha classificato il personaggio come una delle principesse meno intelligenti della Disney, con l'autore Leonora Epstein che ha liquidato Aurora come "l'equivalente del bambino che mette il dito in una presa quando viene espressamente detto di non farlo."
Nel corso degli anni, il personaggio di Aurora è stato rivalutato e sono emerse nuove sfaccettature della sua personalità che in un primo momento erano passate inosservate. Seppur il personaggio sia dotato di poca agency e abbia uno screentime molto ridotto, in prima istanza ciò è dovuto alla fiabe di Perrault e dei fratelli Grimm, nelle quali la principessa, che non viene chiamata neanche per nome da Perrault, il quale la definisce semplicemente " la princesse",  ha effettivamente un ruolo centrale ma allo stesso tempo risulta essere vittima degli eventi e della maledizione che le viene inflitta da neonata. Nondimeno non bisogna trascurare i simbolismi della fiaba originale, che contrappongono alla vitalità e giovinezza della principessa la vecchiaia della fata che la maledice, che secondo una narrazione archetipa e classica, vede lo scontro fra le due donne in chiave generazionale, similmente a quello che accade nella fiaba di Biancaneve. Per di più, le accuse alla protagonista di essere semplicemente un oggetto passivo dello sguardo maschile risultano essere decontestualizzate e non motivate da una reale analisi del personaggio in questione e degli altri personaggi femminili che la circondano. Infatti diversi teorici hanno concordato nel dare maggior rilievo alla figura delle tre fate, che di fatto sono le vere protagoniste del film e compensano la mancanza di agency di Aurora/ Rosaspina. Le tre fate non sono oggetto dello sguardo maschile ma sono soggetto attivo, in quanto sono coloro che fin dall'inizio del film compiono scelte, sbagliano e si evolvono dopo aver compreso i loro errori e fallimenti. Sono infatti loro che prendono in affidamento la principessa, la crescono e la proteggono, e allo stesso tempo aiutano il principe Filippo a sfuggire Malefica e a coronare il suo sogno d'amore. Pertanto se Aurora rimane oggetto dello sguardo maschile di suo padre, il Re Stefano, o del suo innamorato, il Principe Filippo, le tre fate sono soggetto attivo nella narrazione, che di fatto si snoda seguendo la loro agency. 
Inoltre, il personaggio ha ottenuto riconoscimenti per la sua bellezza e moda, con la stilista che esalta i capelli di Aurora come "l'acconciatura definitiva quando si tratta di essere una principessa" mentre lo classifica tra i "Migliori look di bellezza" della Disney. Anche il suo abito è stato classificato tra i più grandi abiti da film di tutti i tempi. Aurora è stata classificata al primo posto nella classifica di Moviepilot "Quale vestito è più bello di tutti? 13 Dive Disney classificate". L'autrice Mikayla Sloan ha affermato con entusiasmo che "Le linee del vestito di Aurora sono impeccabili e le sue spalle sono messe in risalto" mentre "I suoi capelli sono ondulati senza sforzo e i suoi accessori accentuano perfettamente i suoi lineamenti" alla moda delle Principesse Disney.
Mary Costa ha ottenuto ampi consensi per la sua interpretazione di Aurora, riconosciuta come la preferita dai suoi più giovani fan.
Le interpretazioni di Elle Fanning come Aurora in Maleficent e Maleficent - Signora del male sono state generalmente ben accolte. J.C. Maçek III di PopMatters ha detto che Fanning è stata una "scelta ispirata" per il personaggio. La sua recitazione è stata elogiata anche da Michael Philips del Chicago Tribune. Sheri Linden di The Hollywood Reporter ha detto che Fanning ha portato un "aspetto diamante grezzo alla bellezza di Aurora", e ha aggiunto che "non è una principessa Disney convenzionale ma una figlia della natura con un forte senso di giustizia e una durezza innata." Richard Roeper del Chicago Sun-Times ha elogiato la performance di Fanning nel sequel per avere "un bel po' di coraggio e lotta in lei". Helen O'Hara di Empire era contenta che nel secondo Maleficent, "Fanning riesce a trovare di tanto in tanto qualcosa di utile da fare per Aurora: non è un'impresa da poco in un personaggio essenzialmente progettato per essere un sobrio vuoto." Rosie Knight di IGN ha trovato l'aspetto di Fanning nel secondo film "affascinante come sempre".